# ELIZA效應
ELIZA效應自ELIZA聊天機器人得名，是非有意地將聊天機器人的對答行為比擬為真人對話。
該機器人由約瑟夫·維森鮑姆在麻省理工學院研發。模擬一位羅傑斯式心理治療師回答使用者提出的文字陳述或問題。它看似能理解他人話語且對答如流，但實際上只是執行句型對照，只認得句子裡的幾個關鍵字，圍繞著轉化處理過的已知詞句，搭配未知的部分而組成回答詞句。
人工智慧的開發史上，發現ELIZA效應是一大進展，指出了使用社会工程学而非淺顯的程式碼來通過圖靈測試。
真人：是我男朋友要我來跟你講話的。
ELIZA：您男朋友告訴你要來跟我講話？
真人：他說我太常憂鬱了。
ELIZA：很抱歉聽到你感到憂鬱。
真人：這是真的，我不開心。
ELIZA：您認為跟我講話，能幫助你不感到不開心嗎？
以「你似乎厭惡我」舉例而言，ELIZA理解「你」和「我」 ，因而找出「你…我」的基本句型，再把「你」和「我」轉成「我」和「你」，然後回答「為什麼你會認為我厭惡你？」在這個例子裡，ELIZA並不理解「厭惡」這個詞，但不妨礙在這種心理分析的情境下形成一個合理的回答。
ELIZA：請說出您的困擾。
使用者：我害怕我不是優秀的藝術家。
ELIZA：您是因為擔心不是優秀的藝術家所以前來找我嗎？
使用者：我害怕我是糟糕的藝術家，卻不自知。
ELIZA：您感覺積極正向。
使用者：我感覺很負面。
ELIZA：您剛剛說您感到很負面嗎？
使用者：彷彿我不是優秀的藝術家，且大家嘲笑我是差勁的藝術家。